# Tourisme aux Seychelles

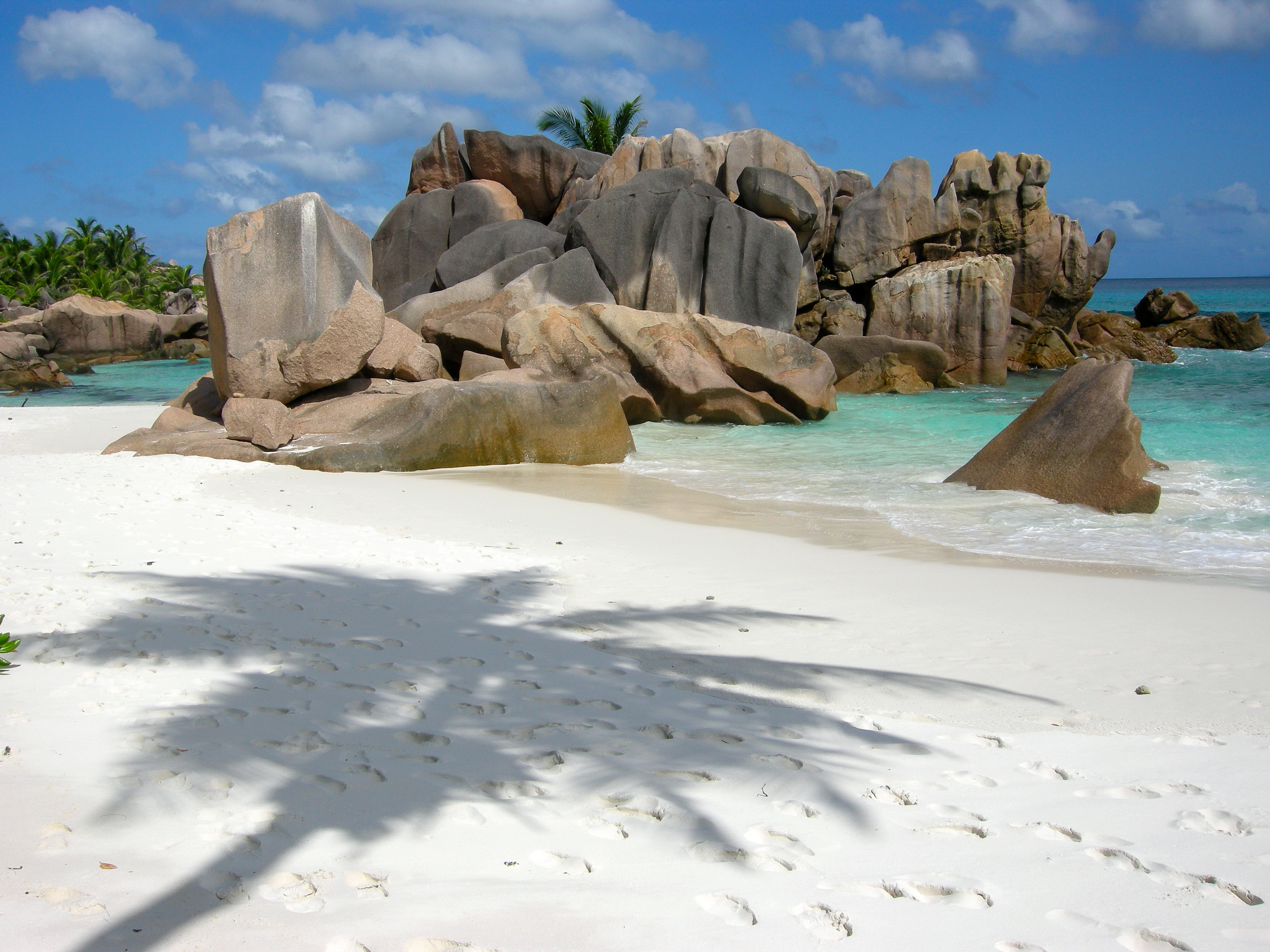
La plage de "Anse Cocos", La Digue.

Le tourisme aux Seychelles est le secteur d'activité le plus important de l'économie du pays. Environ 15 % de la main-d'œuvre est directement employée dans le secteur touristique, ou indirectement dans la construction, les banques, le transport et d'autres activités étroitement liées à l'industrie du tourisme. 
Le tourisme représente 50 % du produit intérieur brut des Seychelles.
Les touristes peuvent profiter des plages et des récifs coralliens des Seychelles et les possibilités de sports nautiques. La faune de l'archipel est également une attraction majeure. Les 115 îles de l'archipel offrent une diversité importante de panoramas et d'espèces végétales. 
Le ministère du Tourisme et de la Culture est chargé du développement et de la supervision des activités touristiques dans le pays. 

## Histoire
L'industrie du tourisme débute avec la construction de l'aéroport international des Seychelles en 1971, qui fait monter le nombre d'arrivées dans le pays à plus de 77 400 en 1979. Après un ralentissement au début des années 1980, la croissance est rétablie grâce à l'introduction de casinos, à des campagnes publicitaires vigoureuses et à des prix plus compétitifs. Après une baisse à 90 050 arrivées en 1991 à cause de la guerre du Golfe, le pays étant situé à proximité, le nombre de visiteurs passe à plus de 116 000 en 1993. En 1991, la France est le premier pays d'origine en nombre de touristes, suivie du Royaume-Uni, de l'Allemagne, de l'Italie et de l'Afrique du Sud. L'Europe est à l'origine de 80 % du nombre total de touristes et l'Afrique, principalement l'Afrique du Sud et La Réunion, représentent la majeure partie du reste des touristes. Les touristes européens sont considérés comme les plus lucratifs en termes de durée de séjour et de dépenses par habitant.
Dans le cadre du plan de développement du pays qui s'étend de 1990 à 1994, qui insiste sur le fait que la croissance du tourisme ne doit pas se faire au détriment de l'environnement, le nombre de lits disponibles sur les îles de Mahé, Praslin et La Digue est limité à 4 000. D'autres îles, dites « périphériques » sont aménagées, afin d'augmenter les capacités d'accueil. Pour protéger l'environnement, qui fait partie des attractions naturelles, et limiter les impacts sur le milieu, un plafond pour le nombre de touristes est fixé à 150 000 touristes par an. Le coût plus élevé de l'hébergement et des voyages, les lacunes dans certains services et dans l'entretien des installations, ainsi qu'une gamme limitée de loisirs disponibles empêchent les Seychelles d'attirer autant de vacanciers que d'autres destinations touristiques de l'océan Indien.

## Statistiques
La contribution directe du secteur du tourisme au PIB est évaluée à 50 % et le secteur est à l'origine de 70 % des recettes totales depuis l'étranger[Quand ?]. Bien qu'il soit difficile à mesurer, le montant des dépenses touristiques du pays est élevé, afin d'attirer plus de touristes et d'aménager le territoire, de sorte que les recettes touristiques nettes sont nettement inférieures. 
130 046 arrivées de touristes sont enregistrées en 2000, dont plus de 104 000 sont en provenance d'Europe. La même année, les Seychelles comptent 2 479 chambres d'hôtel avec 5 010 lits remplis à 52 % de leur capacité. Les recettes touristiques du pays atteignent 112 millions de dollars en 1999. 
En 2002, le Département d'État américain évalue le coût quotidien moyen d'un séjour aux Seychelles à 246 dollars par jour. 
Selon le Bureau national des statistiques des Seychelles, 230 272 touristes ont visité le pays en 2013 contre 208 034 en 2012. La plupart des touristes entrés dans le pays en 2015 et 2016 sont issus des pays suivants :
| Pays                | 2016    | 2015    |
| ------------------- | ------- | ------- |
| France              | 43 066  | 43 370  |
| Allemagne           | 39 488  | 35 895  |
| Émirats arabes unis | 24091   | 21 178  |
| Italie              | 22 845  | 21 704  |
| Royaume-Uni         | 18 885  | 16 572  |
| Chine               | 14 549  | 13 941  |
| Afrique du Sud      | 12 354  | 13 375  |
| Suisse              | 12 333  | 11 499  |
| Russie              | 11 465  | 12 222  |
| Inde                | 10 916  | 7 718   |
| Total               | 303 177 | 276 233 |

## Sites touristiques principaux
Le pays compte de nombreux sites touristique attirant les visiteurs, dont les principaux sont :
- Anse Intendance à Mahé
- Anse Lazio, Praslin[3]
- Baie Lazare, Mahé
- L'île de La Digue
- Île Curieuse
- Parc national du Morne Seychellois
- Parc national marin de Sainte Anne
- Plage de Beau Vallon
- Anse Volbert
- Parc national de la Vallée de Mai
- Île Cousin
- Réserve naturelle de l'île Aride
- Île Silhouette[3]
- Victoria
- Île aux oiseaux[3]
- Atoll d'Aldabra
- Anse Royale
- Anse Cachée
- Plage de la baie de Takamaka